# Rupert Hine
Rupert Hine, född 21 september 1947 i Wimbledon i London, död 4 juni 2020, var en brittisk musiker, låtskrivare och musikproducent.

## Karriär
Hine gav ut två soloalbum, Pick Up A Bone, 1971 och Unfinished Picture, 1973 varefter han startade bandet Quantum Jump som gav ut två album : Quantum Jump 1975 och Barracuda 1978. 1981 kom genombrotts-albumet Immunity med Rupert Hine som soloartist. En del låtar från Immunity spelades flitigt av Kjell Alinge i det svenska radioprogrammet Eldorado. Hine släppte ytterligare två skivor under sitt eget namn, Waving Not Drowning som kom 1982 och året efter kom The Wildest Wish to Fly.
Gruppen Thinkman fejkades för att Rupert skulle få skivkontrakt; det blev tre album med den här "gruppen":
- The Formula, 1985
- Life is a Full-Time Occupation, 1988
- Hard Hat Zone, 1991

Thinkman var i princip ett soloprojekt med vissa stödmusiker, men de personer som fanns med i musikvideorna var inget annat än fotomodeller.
Rupert Hine sysselsatte sig sedan som musikproducent och ljudtekniker till många andra artister. Han har skapat speciella sound till artister som till exempel Tina Turner, Howard Jones, Dream Academy och The Waterboys.
Rupert Hine gjorde även musik till ett flertal filmer.